# Sophie Lefèvre
Sophie Lefèvre (* 23. Februar 1981 in Toulouse) ist eine ehemalige französische Tennisspielerin.

## Karriere
Lefèvre begann im Alter von fünf Jahren mit dem Tennisspielen. Ab 1998 spielte sie auf der Profitour, sie gewann dort insgesamt vier ITF-Titel im Doppel. Bei den Australian Open gelang ihr 2011 mit dem Einzug in die zweite Runde der Doppelkonkurrenz das beste Abschneiden bei einem Grand-Slam-Turnier.
In den letzten Jahren spezialisierte sich Lefèvre auf das Doppel, wobei sie meist mit Marija Kondratjewa antrat. 2009 konnte sie beim WTA-Turnier in Memphis mit Kondratjewa ins Achtelfinale vordringen.
Lefèvre hat seit Oktober 2012 kein Profiturnier mehr bestritten und wird seit 2013 nicht mehr in den Weltranglisten geführt.

## Turniersiege

### Doppel
| Nr. | Datum           | Turnier        | Kategorie   | Belag             | Partnerin          | Finalgegnerinnen                         | Ergebnis       |
| --- | --------------- | -------------- | ----------- | ----------------- | ------------------ | ---------------------------------------- | -------------- |
| 1.  | 2. Februar 2003 | Belfort        | ITF $25.000 | Hartplatz (Halle) | Kim Kilsdonk       | Liu Nan-Nan Xie Yanze                    | 6:3, 6:3       |
| 2.  | 16. April 2006  | Jackson        | ITF $25.000 | Sand              | Marija Kondratjewa | Seiko Okamoto Ayami Takase               | 6:0, 6:3       |
| 3.  | 30. April 2006  | Cagnes-sur-Mer | ITF $75.000 | Sand              | Aurélie Védy       | Daniela Klemenschits Sandra Klemenschits | 2:6, 6:4, 7:61 |
| 4.  | 19. August 2007 | Pensa          | ITF $50.000 | Sand              | Ágnes Szatmári     | Mihaela Buzărnescu Weronika Kapschaj     | 6:1, 6:2       |

## Abschneiden bei Grand-Slam-Turnieren

### Einzel
| Turnier         | 1999 | 2000 | 2001 | 2002 | 2003 | Karriere |
| --------------- | ---- | ---- | ---- | ---- | ---- | -------- |
| Australian Open | —    | —    | —    | —    | —    | —        |
| French Open     | 1    | —    | —    | —    | 1    | 1        |
| Wimbledon       | —    | —    | —    | —    | —    | —        |
| US Open         | —    | —    | —    | —    | Q1   | —        |

### Doppel
| Turnier         | 2003 | 2004 | 2005 | 2006 | 2007 | 2008 | 2009 | 2010 | 2011 | 2012 | Karriere |
| --------------- | ---- | ---- | ---- | ---- | ---- | ---- | ---- | ---- | ---- | ---- | -------- |
| Australian Open | —    | —    | —    | —    | —    | —    | —    | —    | 2    | —    | 2        |
| French Open     | 1    | 1    | —    | 1    | 2    | 2    | 1    | 1    | 1    | 1    | 2        |
| Wimbledon       | —    | —    | —    | —    | —    | —    | —    | —    | —    | —    | —        |
| US Open         | —    | —    | —    | —    | —    | —    | —    | —    | —    | —    | —        |